# Rombach-le-Franc
Rombach-le-Franc je francouzská obec v departementu Haut-Rhin v regionu Grand Est. V roce 2014 zde žilo 813 obyvatel.

## Poloha obce
Obec leží u trojmezí departementů Haut-Rhin – Bas-Rhin – Vosges.
Sousední obce jsou: Breitenau (Bas-Rhin), Fouchy (Bas-Rhin), Lièpvre, Lubine (Vosges), Neubois (Bas-Rhin), Sainte-Croix-aux-Mines, Urbeis (Bas-Rhin) a La Vancelle (Bas-Rhin).

## Vývoj počtu obyvatel
Počet obyvatel